# Дніпро-Вантажний
Дніпро-Вантáжний (до 2017 року — Дніпропетровськ-Вантажний) — залізнична станція Дніпровської дирекції Придніпровської залізниці на лінії 175 км — Зустрічний між станціями Сухачівка та Зустрічний. Розташована у південній частині міста Дніпро.

## Пасажирське сполучення
На станції Дніпро-Вантажний зупиняються приміські електропоїзди напрямку Сухачівка — Дніпро-Лоцманська.